# 大桑迪河 (怀俄明州)

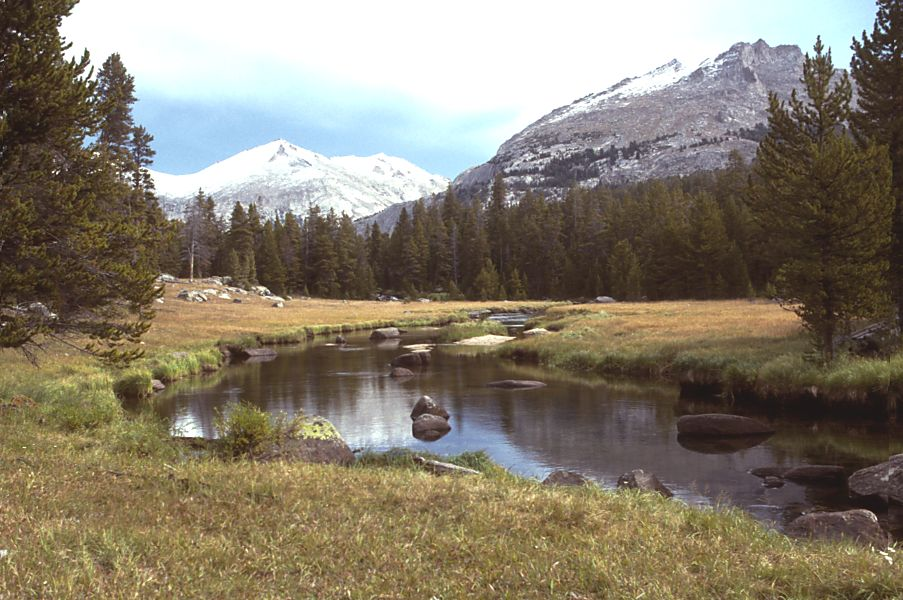
怀俄明州的大桑迪河

大桑迪河（英語：Big Sandy River）是 美国怀俄明州格林河的一条支流，长约141-英里（227-）。